# Richard Fabert
Richard Fabert dit Richard est un auteur dramatique français du XIXe siècle.

## Biographie
Son nom apparaît dans trois pièces jouées en 1812 au Théâtre du Vaudeville et au Théâtre de la Gaîté, en 1816 pour une adaptation de Molière jouée au Théâtre de l'Odéon ainsi qu'en 1823 pour une comédie représentée à la Comédie-Française. Il s'agit vraisemblablement d'un pseudonyme encore non identifié.
En 1861 paraît aussi chez Bénoit ainé Les Plaintes d'Hégésippe Moreau sur des paroles d'Adolphe Carcassonne dont il serait le compositeur mais rien ne prouve qu'il s'agit du même auteur que celui des pièces de théâtre.

## Œuvres
- 1812 : Arlequin-Lucifer, ou Cassandre alchimiste, folie en 1 acte mêlée de couplets, avec Alexandre de Ferrière, au théâtre du Vaudeville (27 juillet)[4]
- 1812 : Amour et loyauté, ou le Mariage militaire, comédie en 1 acte, mêlée de couplets, avec Alexandre de Ferrière, au théâtre du Vaudeville (8 août)[5]
- 1812 : Le Dénouement en l'air, ou Expérience de vol, folie en 1 acte, avec Charles-Gaspard Delestre-Poirson, au théâtre de la Gaîté (9 juillet)[6]
- 1816 : Le Dépit amoureux, comédie en un acte et en vers de Molière, réduite en 2 actes avec des changements par Richard Fabert, au théâtre de l'Odéon (1er janvier)[7]
- 1823 : L'Homme aux scrupules, comédie en 5 actes et en vers, au Théâtre-Français (15 janvier)
- 1875 : Charlemagne, drame[8]